# سيليدونيو إسبينوزا
سيليدونيو إسبينوزا (مواليد 1 يناير 1933) هو ملاكم فلبيني، مثّل بلاده في الألعاب الأولمبية الصيفية 1956.

## روابط خارجية
سيليدونيو إسبينوزا على موقع أوليمبيديا (الإنجليزية)